# Dorothy McGuire
Dorothy Hackett McGuire (Omaha, 14 giugno 1916 – Santa Monica, 13 settembre 2001) è stata un'attrice statunitense.

## Biografia
Dorothy McGuire iniziò la sua carriera calcando i palcoscenici di Broadway ma solo nel 1943 ottenne vasta fama e riconoscimenti interpretando la protagonista nella piece Claudia. Il produttore David O. Selznick la mise sotto contratto per la versione cinematografica del testo teatrale, che fu un enorme successo e permise all'attrice di ottenere diversi ruoli da protagonista in film di grande successo, quasi sempre nel ruolo della brava ragazza. Fra le sue interpretazioni più famose quella della dama di compagnia muta in La scala a chiocciola (1945) di Robert Siodmak, e della fidanzata di Gregory Peck in Barriera invisibile (1947) di Elia Kazan, che le valse una candidatura all'Oscar alla miglior attrice.
Prese una pausa all'inizio degli anni 50 ma non ritrovò il grande successo, quindi passò a lavorare per la televisione. Tornò al cinema nel 1956 affiancando Gary Cooper nel film La legge del Signore, premiato al Festival di Cannes, e intraprese una nuova fase della sua carriera, questa volta in ruoli di madre, come nel melodramma Scandalo al sole (1959) di Delmer Daves, e in diverse pellicole della Disney. Negli anni 70 partecipò a diversi film per la televisione o come ospite in numerose serie di successo.
Morì all'età di 85 anni a causa di un arresto cardiaco, dopo una breve malattia.

## Riconoscimenti
- Premi Oscar 1948 – Candidatura alla migliore attrice protagonista per Barriera invisibile (Gentleman's Agreement) di Elia Kazan
- Stella nella Hollywood Walk of Fame al numero 6933 di Hollywood Boulevard

## Filmografia parziale

### Cinema
- Claudia, regia di Edmund Goulding (1943)
- Reward Unlimited, regia di Jacques Tourneur (1944)
- Il villino incantato (The Enchanted Cottage), regia di John Cromwell (1945)
- Un albero cresce a Brooklyn (A Tree Grows in Brooklyn), regia di Elia Kazan (1945)
- La scala a chiocciola (The Spiral Staircase), regia di Robert Siodmak (1945)
- La vita è nostra (Claudia and David), regia di Walter Lang (1946)
- Anime ferite (Till the End of Time), regia di Edward Dmytryk (1946)
- Barriera invisibile (Gentleman's Agreement), regia di Elia Kazan (1947)
- Una sposa insoddisfatta (Mother Didn't Tell Me), regia di Claude Binyon (1950)
- L'imprendibile signor 880 (Mister 880), regia di Edmund Goulding (1950)
- Callaway Went Thataway, regia di Melvin Frank e Norman Panama (1951)
- Di fronte all'uragano (I Want You), regia di Mark Robson (1951)
- Perfido invito (Invitation), regia di Gottfried Reinhardt (1952)
- La fossa dei dannati (Make Haste to Live), regia di William A. Seiter (1954)
- Tre soldi nella fontana (Three Coins in the Fountain), regia di Jean Negulesco (1954)
- L'imputato deve morire (Trial), regia di Mark Robson (1955)
- La legge del Signore (Friendly Persuasion), regia di William Wyler (1956)
- Zanna gialla (Old Yeller), regia di Robert Stevenson (1957)
- Il molto onorevole Mr. Pennypacker (The Remarkable Mr. Pennypacker), regia di Henry King (1959)
- La mia terra (This Earth Is Mine), regia di Henry King (1959)
- Scandalo al sole (A Summer Place), regia di Delmer Daves (1959)
- Il buio in cima alle scale (The Dark at the Top of the Stairs), regia di Delbert Mann (1960)
- Robinson nell'isola dei corsari (Swiss Family Robinson), regia di Ken Annakin (1960)
- Qualcosa che scotta (Susan Slade), regia di Delmer Daves (1961)
- Magia d'estate (Summer Magic), regia di James Neilson (1963)
- La più grande storia mai raccontata (The Greatest Story Ever Told), regia di George Stevens (1965)
- Il gabbiano Jonathan (Jonathan Livingstone Seagull), regia di Hall Bartlett (1973) (voce)

### Televisione
- Climax! – serie TV, episodi 1x05-2x24 (1954-1956)
- Autostop per il cielo (Highway to Heaven) – serie TV, episodi 2x16-4x17-4x18 (1986-1988)

## Doppiatrici italiane
Nelle versioni in italiano dei suoi film Dorothy McGuire è stata doppiata da:
- Lydia Simoneschi in Una sposa insoddisfatta, L'imprendibile signor 880, Perfido invito, La fossa dei dannati, L'imputato deve morire, La legge del Signore, Il molto onorevole Mr.Pennypacker
- Dhia Cristiani in Barriera invisibile, Scandalo al sole, Il buio in cima alle scale, Qualcosa che scotta
- Rosetta Calavetta in Zanna Gialla, Robinson nell'isola dei corsari, Magia d'estate, La più grande storia mai raccontata
- Andreina Pagnani in Tre soldi nella fontana, La mia terra
- Rina Morelli in Di fronte all'uragano
- Vittoria Febbi in Anime ferite (ridoppiaggio anni 70)

Da doppiatrice è sostituita da:
- Anna Miserocchi in Il gabbiano Jonathan

Fonte parziale: Il mondo dei doppiatori